# WebCite
WebCite سرویسی اینترنتی‌است که صفحه‌های وبی که کاربر بخواهد، بایگانی می‌کند.
نویسندگان هنگام یادکرد منابع اینترنتی (که ممکن است هر لحظه تغییر کنند یا موقتاً یا دائماً از دسترس خارج شوند) می‌توانند علاوه بر ذکر پیوند مورد نظر در مقاله‌شان، آن صفحه را در WebCite بایگانی کنند و بدان نیز پیوند دهند.
از آغاز سال ۲۰۱۳، پیامی مبنی بر این که چنانچه کمک‌های مالی کافی جمع‌آوری نشود، از پایان سال ۲۰۱۳ ارائهٔ خدمات پیوند پایدار قطع خواهد شد، در این وب‌گاه به نمایش درآمد.